# Arthur Mariano (Turner)
Arthur Nory Oyakawa Mariano (* 18. September 1993 in Campinas) ist ein brasilianischer Kunstturner.

## Sportliche Erfolge
Seine größten Erfolge sind der Gewinn der Bronzemedaille im Boden bei den Olympischen Spielen 2016 sowie der Weltmeistertitel am Reck in Stuttgart 2019.

## Kontroverse
Im Jahr 2015 wurden Mariano sowie seine Teamkameraden Felipe Arakawa und Henrique Flores für einen Monat aus dem brasilianischen Nationalteam suspendiert, nachdem sie ein Snapchat-Video veröffentlicht hatten, in dem sie rassistische Kommentare über ihren Teamkameraden Ângelo Assumpção gemacht hatten.

## Privates
Im Oktober 2021 outete sich Arthur Mariano als homosexuell, indem er seine Beziehung zu einem Rundfunkmedien-Marketing-Analysten öffentlich machte.